# Sankt Martin-Karlsbach
Sankt Martin-Karlsbach település Ausztriában, Alsó-Ausztria tartományban, a Melki járásban. Tengerszint feletti magassága 312 méter, területe 24,91 km².

## Elhelyezkedése
Sankt Martin-Karlsbach Neustadtl an der Donau, Hofamt Priel, Ybbs an der Donau, Neumarkt an der Ybbs és Blindenmarkt településekkel határos.

## Népesség
| 2016 | 1 687 |
| 2018 | 1 659 |